# Adaminaby

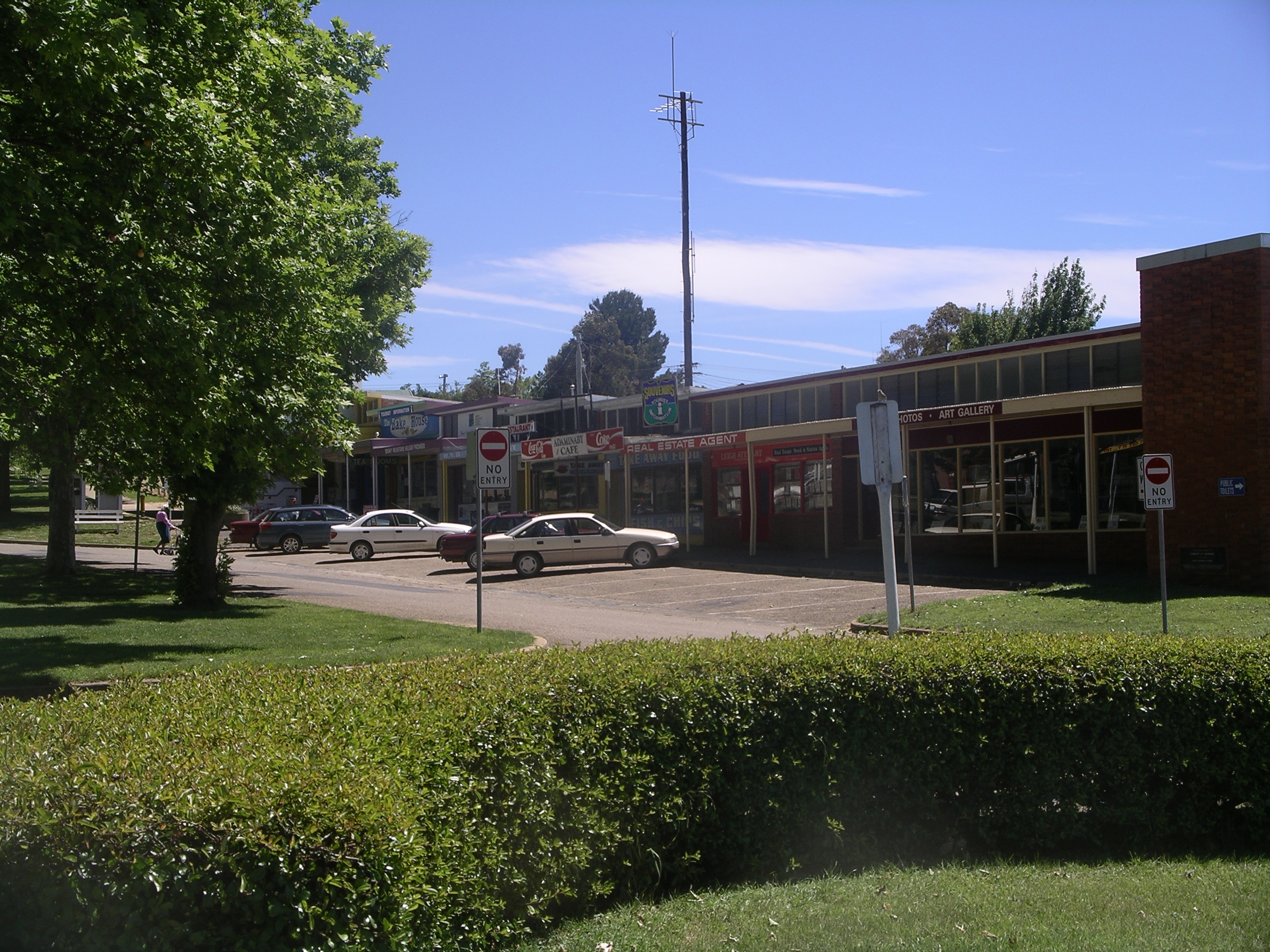
Rua principal de Adaminaby, Nova Gales do Sul

Adaminaby é uma pequena cidade australiana localizada no sudeste do estado da Nova Gales do Sul. A sua população era de 234 habitantes, segundo o censo de 2006, dos quais 123 são homens e 111 são mulheres.